# Alica v računalniku
Alica v računalniku je mladinska pesniška zbirka Milana Dekleve, ki je izšla leta 2000 pri Cankarjevi založbi v zbirki Najst. Ilustriral jo je Silvan Omerzu. Miha Mohor je napisal spremno besedo.
Namenjema je otrokom med 9 in 14 letom starosti. Leta 2001 je bila v finalu nagrade večernica za najboljše otroško ali mladinsko delo.
Dekleva naj bi z računalniškim programom naključno izbral po šestnajst besed iz dveh knjig Lewisa Carrolla, Aličine dogodivščine v čudežni deželi (1865) in Alica v ogledalu (1871). Z izbranimi besedami in dodatkom svojih je s pomočjo kreativnega pisanja sestavil pesmi. Pod vsako je zapisal naslov izvirne pesmi in šestnajst izbranih besed. 
Načelo je prekršeno v enajstem poglavju, ki ima naslov Prebujenje (devet besed). Pesem spominja na haiku. 
Kitice so sestavljene iz različnega števila verzov, rime pa so svobodne.Pesniški izraz je zaznamovan z jezikovno invencijo, besednimi igrami, neologizmi, aluzijami in paradoksi. Delo spada med avtorsko poezijo. Avtorji pobudo za pisanje pesmi iščejo v ljudskih pesmih in jih prirejajo tako, da njihovo vsebino preoblikujejo v sodobno, modernejšo tematiko. So spevne, zvočne, ritmične, rimane in humorne.

### Vsebina
Zbirka je razdeljena na dva dela:   
- Aličine dogodivščine v čudežni deželi (Zajčja marmelada, Vse poti v odijo v nič, Mlaka je mlačna, Zmagovito predavanje, Minljiv si kakor kafra, Večer je prihajal v cikcaku, V kotlu je mirno, odveč so skrbi, Če milost boš sejal, Zrcalni disput v obliki brezglavega rondoja, Postmoderni pouk, Lepa Jasna je pri morju stala, Balada o pravni logiki, Želi si črne zemlje krili)

- V ogledalu (Ali je to šah ali že haš, Nesporno, mogoče, možno, Bestiarij, Strašna pomota, Nova Heloiza, Na stratfordski način, Na odru odločitve, Bolna balada, Nagajivi Eros, O naravi sveta, Pesem jutranjica (Prebujenje), Sanje z akrostihom).

## Kritika
Mihael Bregant je za Mladino pohvalil zbirko ter pripomnil, da zgodbi o računalniškem izboru besed ne verjame in da je to nonsens v stilu Lewisa. Pritožil se je čez slovnične napake.